# Мосвольд, Франк
Франк Мосвольд (норв. Frank Mosvold; род. 7 мая 1965, Осло, Норвегия) — норвежский кинорежиссёр и кинопродюсер.

## Биография
Имеет степень бакалавра экономики в Колледже Бэбсона (Уэллсли, штат Массачусетс) и магистра изящных искусств в области кинопроизводства Университета Лойола Мэримаунт (Лос-Анджелес, Калифорния). В 1996 году Франк Мосвольд основал собственное производственное предприятие Kool Produktion AS. Он снял несколько короткометражных фильмов, отмеченных наградами, в том числе награду Терье Вигена на Норвежском фестивале короткометражных фильмов в Гримстаде за фильм «Случайная история». В 2004 году он начал работать над анимационными проектами вместе с Томом Петтером Хансеном и Трондом Мортеном Венаасеном. Вместе они продюсировали мультсериал «Элла Белла Бинго», выросший из мультипликационной короткометражки. В 2014 году с мультфильмом «Бендик и монстр» принимал участие в фестивале «Бок о бок» в Санкт-Петербурге. В 2020 году вышла его полнометражная версия «Куриный забег», который Мосвольд срежиссировал вместе с Атле Солбергом Блаксетом. Также известен, как режиссёр фильмов на гомосексуальную тематику, иногда снимаемых под псевдонимом Фрэнки Саншайн.

## Фильмография
- Покинутый (1994, короткометражный)
- Поцелуй, растопивший снег (1997, короткометражный)
- C-l-o-s-e-r (1998, короткометражный)
- Безразличие (2000, короткометражный)
- 7 смертных грехов (2000)
- Дом на Рождество (2000, короткометражный)
- Короткие, но голубые. Том 3 (2000, эпизод «Лень»)
- Летний блюз (2002, короткометражный)[6]
- Случайная история (2003, короткометражный)
- Короткие, но голубые. Том 9 (2005, эпизод «Кристоф и Жорди»)
- Короткие, но голубые. Том 10 (2005, эпизод «Шоу Гомолулу»)
- Короткие, но голубые. Том 11 (2005, эпизод «Одиночество 15»)
- Хьюберт (2006, телесериал)
- Куриный забег (2010, короткометражный)
- Элла Белла Бинго (2011, телесериал) — 11 эпизодов[8]
- Бендик и монстр (2014, короткометражный)
- Куриный забег (2020)[9]

## Награды
- Премии Международного фестиваля фильмов квир‑тематики в Гамбурге и Международного фестиваля фильмов о геях и лесбиянках в Турине за «Поцелуй, растопивший снег» (1997). Награда фестиваля Аутфест за выдающийся короткометражный фильм за «Дом на Рождество». Приз Норвежском фестиваля короткометражных фильмов в Гримстаде за «Случайную историю» (2003).